# Алфей і Марон
Брати Алфе́й і Марон (дав.-гр. Αλφεός και Μάρων) — сини Орсифанта, спартанські герої, які входили в число трьохсот, полеглих при Фермопілах в 480 до н. е. Про їх подвиг повідомляє Геродот («Історія», VII, 7.227). Павсаній (III.12.7) говорить, що після Леоніда вони «билися краще за всіх лакедемонців». Марон і Алфей мали святилище (ἡρωον) в Спарті.